# Oliver McCall
Oliver McCall (ur. 21 kwietnia 1965 w Chicago) – amerykański bokser wagi ciężkiej, były mistrz świata federacji WBC.

## Kariera amatorska
Jako amator wygrał dwukrotnie prestiżowy turniej "Golden Gloves" w Chicago.

## Kariera zawodowa

### Lata '80 i '90 - droga na szczyt
Oliver McCall jako zawodowy pięściarz zadebiutował 2 listopada 1985 roku. W 1 rundzie przez techniczny nokaut pokonał Lou Baileya.
26 czerwca 1992 McCall w swojej 24 zawodowej walce, stoczył walkę o pierwszy pas. Po 12 rundach, przegrał niejednogłośnie na punkty, z Tonym Tuckerem. Stawką rywalizacji był regionalny tytuł Mistrza Ameryki Północnej (NABF).
24 września 1994 Oliver McCall pokonał przez techniczny nokaut, w 2 rundzie, Lennoxa Lewisa, zdobywając tytuł Mistrza Świata federacji WBC w kategorii ciężkiej. Była to 30 walka Amerykanina w zawodowej karierze.
8 kwietnia 1995 McCall po raz pierwszy obronił tytuł Mistrza Świata, pokonując jednogłośnie na punkty Larry'ego Holmesa, byłego pogromcę m.in. Muhammada Alego i Tima Witherspoona.
2 września 1995 Amerykanin stracił tytuł Mistrza Świata federacji WBC, ulegając jednogłośnie na punkty Frankowi Bruno.
24 lutego 1996 Oliver McCall już w 1 rundzie, przez techniczny nokaut, pokonał Olega Maskajewa.
7 lutego 1997 McCall ponownie zmierzył się z Lennoxem Lewisem. Stawką pojedynku był wakujący tytuł Mistrza Świata WBC. Amerykanin przegrał w 5 rundzie, przez techniczny nokaut, gdy w 55 sekundzie sędzia Mills Lane zastopował walkę, ze względu na postawę Olivera McCalla, który w dwóch ostatnich rundach wyprowadził jedynie 3 ciosy. Jest to jego jedyna porażka przed czasem, jaką zanotował podczas zawodowej kariery.

### XXI wiek - pasy regionalne, walki rankingowe
17 listopada 2001 Oliver McCall znokautował w 10 rundzie Henry'ego Akwinde. Do momentu przerwania pojedynku Akwinde prowadził na punkty.
13 sierpnia 2005 na gali w Chicago, Oliver McCall pokonał przez techniczny nokaut, Polaka Przemysława Saletę.
9 września 2006 McCall zdobył wakujący pas WBC Fecarbox, zwyciężając przez techniczny nokaut, w 4 rundzie, Darrolla Wilsona.
W 2007 roku Oliver McCall wziął udział w eliminatorach federacji WBC, których stawką była możliwość walki o tytuł Mistrza Świata. 16 czerwca pokonał po 12 rundach Sinana Şamil Sama, zdobywając pas WBC International. W walce dającej prawo zmierzenia się z posiadaczem pasa mistrzowskiego, McCall uległ po 12 rundach, jednogłośnie na punkty, Juanowi Carlsowi Gomezowi, tracąc tym samym pas WBC International.
7 grudnia 2010 McCall pokonał niejednogłośnie na punkty Fresa Oquendo, zdobywając pas IBF Inter-Continental.
18 marca 2011 Oliver McCall stoczył pojedynek o pas NABF oraz WBC Latino z Cedrickiem Boswellem. Po 12 rundach, sędziowie wskazali jednogłośne zwycięstwo Boswella.
20 sierpnia 2011 McCall zdobył wakujący pas World Boxing Foundation Intercontinental, pokonując po 10 rundach, jednogłośnie na punkty, Damiana Willsa.
16 maja 2012 Oliver McCall uległ jednogłośnie na punkty Francesco Pianecie w 10-rundowej walce. Amerykanin przyjął propozycję walki na osiem dni przed terminem pojedynku.

### XXI wiek - Pojedynki z Polakami
W lutym 2013 roku Oliver McCall wyraził chęć stoczenia rewanżowego pojedynku z Przemysławem Saletą, który tego samego miesiąca pokonał Andrzeja Gołotę. Mimo tego, Polak zapowiedział, że walka z Gołotą była jego ostatnią w zawodowej karierze bokserskiej.
18 maja 2013 na gali w Legionowie, Olvier McCall przegrał jednogłośnie na punkty (77-76, 77-75 i 79-75), po 8 rundach, z Krzysztofem Zimnochem. Na tej samej gali porażkę odniósł syn Olivera - Elijah, który został znokautowany przez Marcina Rekowskiego w 5 rundzie.
1 lutego 2014 w walce wieczoru, na gali w Opolu, Oliver McCall zmierzył się z Marcinem Rekowskim. Po ośmiu rundach, niejednogłośnie na punkty stosunkiem 77:74, 77:75 i 75:76, sędziowie orzekli zwycięstwo byłego Mistrza Świata federacji WBC. Początkowo ogłoszono wygraną Polaka, jednak po chwili zweryfikowano wynik na korzyść Amerykanina.
26 kwietnia 2014 roku, na gali Wojak Boxing Night w Legionowie, Oliver McCall przegrał w rewanżowym pojedynku z Marcinem Rekowskim, ulegając jednogłośnie na punkty, stosunkiem 94:96, 92:98 oraz 91:99.
25 października 2014 roku na gali w Częstochowie, Oliver McCall był sekundantem Danella Nicholsona w pożegnalnej walce Andrzeja Gołoty.

## Życie prywatne
Urodził się i dorastał w Chicago. Jest żonaty, ma siedmioro dzieci - cztery córki i trzech synów. Jeden z synów. Elijah McCall również jest zawodowym pięściarzem, walczącym w kategorii ciężkiej.